# Volo Tan-Sahsa 414
Il volo Tan-Sahsa 414 era un volo passeggeri di linea dall'aeroporto Internazionale Juan Santamaría, Alajuela, Costa Rica, all'aeroporto Internazionale Toncontín, Tegucigalpa, Honduras, con scalo all'aeroporto Internazionale Augusto C. Sandino, Managua, Nicaragua. Il 21 ottobre 1989, un Boeing 727-200 operante su tale rotta si schiantò su una collina di una catena montuosa dopo che i piloti non riuscirono a seguire una speciale procedura di atterraggio richiesta per l'arrivo all'aeroporto, provocando la morte di 131 passeggeri e lasciando solo 15 sopravvissuti. 20 inizialmente sopravvissero, ma cinque morirono prima del trasporto in ospedale a causa di un ritardo nel personale di soccorso dovuto al maltempo. Questo incidente è, ad oggi, il peggiore nella storia dell'America centrale.

## L'aereo
Il velivolo coinvolto era un Boeing 727, marche N88705, numero di serie 19514, numero di linea 597. Volò per la prima volta il 21 giugno 1968 e venne consegnato a Continental Airlines pochi giorni dopo, il 1º luglio. Tan-Sahsa lo acquistò nel febbraio del 1989. Era alimentato da 3 motori turboventola Pratt & Whitney JT8D. Al momento dell'incidente, l'aereo aveva circa 21 anni.

## L'incidente

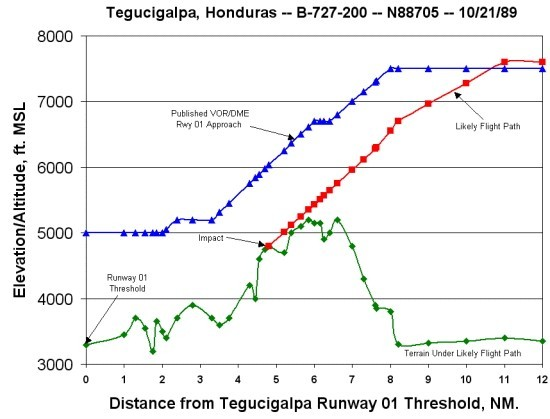
Il profilo di discesa del volo 414.

Il controllore del traffico aereo di Tegucigalpa autorizzò il volo a effettuare un avvicinamento VOR/DME alla pista 01. A causa dell'elevata altitudine del terreno nell'area, questo avvicinamento utilizza una serie di tre step-down a partire dalla quota di 7 500 piedi (2 300 m). L'equipaggio iniziò una discesa continua da circa 7 600 piedi (2 300 m) a circa 11 miglia nautiche (20 km) dall'aeroporto, piuttosto che seguire la procedura di discesa richiesta. Il profilo di discesa dell'aeromobile era ben al di sotto del percorso standard, durante l'intera durata dell'avvicinamento. Il velivolo colpì una montagna conosciuta come Cerro de Hula a 4 800 piedi (1 500 m), a circa 800 piedi (240 m) sotto la cima, a 4,8 miglia nautiche (8,9 km) dalla soglia della pista 01 di Tegucigalpa. Nell'impatto, l'aereo era in configurazione di atterraggio.
L'aereo si spezzò in tre sezioni. La prima parte (Cabina di pilotaggio, prima classe), conteneva quasi tutti i sopravvissuti all'incidente: il 727 aveva il naso verso l'alto durante lo schianto, poiché si trovava in uno stallo aerodinamico.

## Le indagini
Mentre il National Transportation Safety Board e l'autorità per l'aviazione civile dell'Honduras indagavano sull'incidente, Argueta, Canales e Figueroa, i tre piloti, vennero accusati di omicidio colposo e negligenza e vennero processati. Tuttavia, il caso non venne mai risolto. Cinque mesi dopo, un altro aereo, un L-188 Electra operato da Sahsa Carga registrato come HR-TNL, si schiantò vicino al luogo dell'incidente del volo 414 per cause simili, rendendolo il terzo incidente di Sahsa nel giro di sei mesi. A causa della sua cattiva reputazione e della corruzione, Tan-Sahsa fallì negli anni '90 e cessò le operazioni nel 1994.